# Liste d'élections en 1863
Chronologie des élections
- 1859
- 1860
- 1861
- 1862
- 1863
- 1864
- 1865
- 1866
- 1867

Cet article recense les élections organisées durant l'année 1863.

## Élections nationales en 1863
| Date                          | État       | Élection ou référendum                    | Contexte                                           | Résultat |
| ----------------------------- | ---------- | ----------------------------------------- | -------------------------------------------------- | --- |
| 2 juin 1862 - 3 novembre 1863 | États-Unis | Législatives (chambre (en) et sénat (en)) |                                                    | Cette section est vide, insuffisamment détaillée ou incomplète. Votre aide est la bienvenue ! Comment faire ? |
| décembre 1862 - 30 mars 1863  | Grèce      | Trône de Grèce                            | Le roi Othon Ier a été déposé le 23 octobre 1862.  | Cette section est vide, insuffisamment détaillée ou incomplète. Votre aide est la bienvenue ! Comment faire ? |
| 3 janvier                     | Équateur   | Vice-présidentielle (es)                  |                                                    | Cette section est vide, insuffisamment détaillée ou incomplète. Votre aide est la bienvenue ! Comment faire ? |
| 5 avril                       | Costa Rica | Présidentielle (en)                       |                                                    | Cette section est vide, insuffisamment détaillée ou incomplète. Votre aide est la bienvenue ! Comment faire ? |
| 5 mai                         | Liberia    | Présidentielle                            |                                                    | Cette section est vide, insuffisamment détaillée ou incomplète. Votre aide est la bienvenue ! Comment faire ? |
| 31 mai - 14 juin              | France     | Législatives                              |                                                    | Cette section est vide, insuffisamment détaillée ou incomplète. Votre aide est la bienvenue ! Comment faire ? |
| 9 juin                        | Belgique   | Législatives (nl)                         |                                                    | Cette section est vide, insuffisamment détaillée ou incomplète. Votre aide est la bienvenue ! Comment faire ? |
| 9 juin                        | Luxembourg | Législatives                              |                                                    | Cette section est vide, insuffisamment détaillée ou incomplète. Votre aide est la bienvenue ! Comment faire ? |
| 11 octobre                    | Espagne    | Générales                                 |                                                    | Cette section est vide, insuffisamment détaillée ou incomplète. Votre aide est la bienvenue ! Comment faire ? |
| 25 octobre                    | Suisse     | Fédérales                                 |                                                    | Cette section est vide, insuffisamment détaillée ou incomplète. Votre aide est la bienvenue ! Comment faire ? |
| 28 octobre                    | Prusse     | Législatives                              | Élection de la Chambre des représentants de Prusse | Cette section est vide, insuffisamment détaillée ou incomplète. Votre aide est la bienvenue ! Comment faire ? |
| 5 novembre                    | Orange     | Présidentielle (en)                       |                                                    | Cette section est vide, insuffisamment détaillée ou incomplète. Votre aide est la bienvenue ! Comment faire ? |
| 4 décembre                    | Mexique    | Plébiscite impérial (en)                  |                                                    | Cette section est vide, insuffisamment détaillée ou incomplète. Votre aide est la bienvenue ! Comment faire ? |
| 31 décembre                   | Honduras   | Présidentielle (es)                       |                                                    | Cette section est vide, insuffisamment détaillée ou incomplète. Votre aide est la bienvenue ! Comment faire ? |

## Élections en subdivisions nationales en 1863
Cette section concerne les élections législatives dans un État fédéré, une subdivision territoriale ou une colonie d'un État souverain, ainsi que leurs principaux référendums.
| Date        | Subdivision | État                     | Élection ou référendum | Contexte | Résultat |
| ----------- | ----------- | ------------------------ | ---------------------- | -------- | --- |
| 1863        | Îles Féroé  | Danemark                 | Générales (en)         |          | Cette section est vide, insuffisamment détaillée ou incomplète. Votre aide est la bienvenue ! Comment faire ? |
| 25 novembre | Nassau      | Confédération germanique | Législatives (de)      |          | Cette section est vide, insuffisamment détaillée ou incomplète. Votre aide est la bienvenue ! Comment faire ? |